# Darmien Sadwakasow
Darmien Kanatowicz Sadwakasow, ros. Дармен Канатович Садвакасов (ur. 28 kwietnia 1979 w Astanie) – kazachski szachista, arcymistrz.

## Kariera szachowa
W 1995 r. zwyciężył w mistrzostwach Azji juniorów. W 1998 w Kozhikode zdobył tytuł mistrza świata juniorów do lat 20. Za ten rezultat Międzynarodowa Federacja Szachowa przyznała mu tytuł arcymistrza. W swoim rodzinnym mieście rozegrał dwa mecze z legendarnymi szachistami – w styczniu 2003 roku pokonał Wiktora Korcznoja 5 – 3, w listopadzie 2004 roku wygrał z Anatolijem Karpowem 4½ – 3½. W roku 2000 zwyciężył w międzynarodowym turnieju Japfa Open na Bali. W 2003 zajął II m. za Bartłomiejem Macieją w turnieju w Curaçao oraz podzielił I m. (wraz z Curtem Hansenem, Nigelem Shortem oraz Peterem Heine Nielsenem) w silnie obsadzonym turnieju Samba Cup w Skanderborgu. Rok później był jednym ze zwycięzców turnieju Aerofłot Open w Moskwie oraz podzielił I m. w kolejnym turnieju otwartym Politiken Cup w Kopenhadze. Wystąpił również w Trypolisie w mistrzostwach świata rozegranych systemem pucharowym, awansując do II rundy, w której przegrał z Etienne Bacrotem. W 2005 zdobył w Hajdarabadzie brązowy medal indywidualnych mistrzostw Azji oraz wystąpił w rozegranym w Chanty-Mansyjsku Pucharze Świata, ulegając w II rundzie późniejszemu zwycięzcy, Lewonowi Aronianowi. W 2007 r. podzielił II m. (za Tigranem L. Petrosjanem, wspólnie z Siergiejem Tiwiakowem) w Kalkucie, w 2008 r. zwyciężył w Mukaczewie, a 2009 r. podzielił I m. (wspólnie z Jurijem Szulmanem) w Mashantucket.
Jest wielokrotnym mistrzem Kazachstanu, złote medale w mistrzostwach seniorów zdobył w latach 2003, 2004, 2006 oraz 2007. W latach 1998–2004 reprezentował Kazachstan na czterech kolejnych olimpiadach szachowych (w tym raz na I szachownicy), zdobywając łącznie 21½ pkt w 41 partiach.
Najwyższy ranking w dotychczasowej karierze osiągnął 1 października 2008 r., z wynikiem 2643 punktów zajmował wówczas 83. miejsce na światowej liście FIDE.